# Agrégation de mathématiques
En France, l'agrégation de mathématiques est un concours national de recrutement de professeurs de mathématiques destinés à enseigner dans des lycées ou dans l'enseignement supérieur (CPGE, institut universitaire de technologie, université,  ENS…), et en principe exceptionnellement dans les collèges. Le concours est ouvert aux personnes titulaires d'un master, d'un diplôme d'ingénieur, ainsi qu'aux professeurs certifiés. L'agrégation de mathématiques est la seule agrégation sur le thème des mathématiques.
Un concours spécial pour les titulaires d'un doctorat existe depuis la session 2017.

## Déroulement des épreuves

### Concours standard
Le concours débute par une épreuve d'admissibilité, constituée de deux compositions écrites de six heures chacune, une de « mathématiques générales » et une d'« analyse et probabilités », chacune portant traditionnellement sur un unique problème. Depuis la session 2020, les épreuves écrites proposent également quelques exercices en plus du problème principal.
À l'issue des épreuves écrites, une barre d'admissibilité (sur 40) est fixée et seuls les candidats ayant obtenu (grâce à leurs deux notes sur 20) un total de points supérieur à la barre d'admissibilité sont déclarés admissibles et sont convoqués aux épreuves orales. Le concours se poursuit par trois épreuves orales. Depuis le concours 2022, trois options sont offertes aux candidats: « Algèbre et calcul formel », « Calcul scientifique » et « Probabilités et statistiques ».
- Les deux premières épreuves orales, « mathématiques générales » et « analyse et probabilités », durent une heure avec une préparation de trois heures. Pour chaque épreuve, les candidats tirent au hasard un couplage de deux sujets parmi un ensemble de sujets décidé en amont du concours et connu des candidats, et choisissent duquel ils veulent traiter. Ils doivent ensuite rédiger un plan de leçon sur ce sujet, qu'ils seront invités à expliquer et défendre lors de leur passage devant le jury, ainsi qu'une démonstration détaillée d'un des résultats clés de leur leçon. Les candidats disposent pour cela d'une bibliothèque et peuvent utiliser leurs propres références (si elles sont vierges de toute note manuscrite).
- La troisième épreuve est une épreuve de modélisation dont le sujet dépend de l'option choisie parmi les trois disponibles. Cette épreuve dure aussi une heure, mais avec une préparation de quatre heures. Elle consiste en l'étude critique d'un court texte, décrivant un problème de modélisation. Le candidat doit illustrer ses propos par l'utilisation d'un logiciel de calcul formel ou numérique.

À l'issue de toutes les épreuves, les candidats sont déclarés admis par ordre de mérite. Toutes les épreuves comptent, les cinq notes (deux écrits, trois oraux) sont additionnées pour donner un total sur 100.

### Concours spécial docteurs
Le concours débute par une épreuve d'admissibilité constituée d'une composition écrites de six heures, comportant une première partie avec de nombreux exercices balayant de nombreux aspects du programme puis une deuxième partie sous la forme d'un problème, avec au choix un problème de mathématiques générales ou un problème d'analyse et probabilités.
À l'issue de l'épreuve écrite, une barre d'admissibilité (sur 20) est fixée et seuls les candidats ayant obtenu un total de points supérieur à la barre d'admissibilité sont déclarés admissibles et sont convoqués aux épreuves orales. Le concours se poursuit par trois épreuves orales. Depuis le concours 2021, trois options sont offertes aux candidats: « Algèbre et calcul formel », « Calcul scientifique » et « Probabilités et statistiques ».
- La première épreuve consiste à présenter une leçon, à l'instar des deux épreuves correspondantes pour le concours standard. L'ensemble des leçons de cette épreuve est un sous-ensemble des leçons du concours standard. Les modalités sont les mêmes.
- La deuxième épreuve est une épreuve de modélisation, en tout point identique à celle du concours standard.
- La troisième épreuve consiste en une mise en perspective didactique d’un dossier recherche. Au préalable de cette épreuve, les candidats envoient un dossier au jury présentant le parcours, les travaux de recherche et, le cas échéant, les activités d’enseignement et/ou de valorisation de la recherche. L'épreuve proprement dite dispose d'une heure de préparation et dure une heure, dans laquelle les candidats présentent leur dossier, répondent à une question préalablement posée par le jury puis l'épreuve se conclut par un dialogue avec le jury.

À l'issue de toutes les épreuves, les candidats sont déclarés admis par ordre de mérite.

## Évaluation et publication des résultats
Le jury est composé de professeurs des universités, d'inspecteurs, de maîtres de conférence, de chercheurs et de professeurs de classe préparatoire scientifique.
Les résultats sont publiés en ligne. Les candidats sont classés par ordre de mérite et les premiers sont déclarés admis en fonction du nombre de postes ouverts pour la session. Cependant, il est possible que tous les postes disponibles ne soient pas pourvus, le jury se permettant de refuser les candidats qui n'auraient pas atteint une barre d'admission fixée à l'avance (depuis 2015, elle est de 40,5/100).

## Évolution historique du concours
- Le premier concours de l'agrégation de mathématiques prit place en 1841 où cinq élèves furent reçus parmi lesquels : Joseph Bertrand (1er ex æquo) et Charles Briot (1er ex æquo)[2].
- Une des quatre options dites de mathématiques appliquées, dénommée « mécanique analytique », a été supprimée et transférée à l'agrégation de mécanique lors d'une réforme du concours en 1997.
- Un concours spécial pour les titulaires d'un doctorat existe depuis la session 2017.
- La pandémie de Covid-19 a profondément altéré la session 2020, le premier confinement ayant débuté quelques jours avant la date prévue pour les épreuves écrites. Le jury a dû reporter les épreuves écrites et annuler les épreuves orales, qui auraient enfreint les mesures sanitaires en vigueur, et en conséquence modifier les critères d'évaluation.
- L'option informatique (option D) est supprimée à partir de la session 2022 en raison de l'ouverture de l'agrégation d'informatique.

### Nombre de places ouvertes au concours externe
Dans le tableau ci-dessous sont distingués, parmi les candidats présents pour passer les épreuves, les élèves des écoles normales supérieures (qui ont un taux de réussite proche de 100 %) des étudiants.
| Année | Présents | Étudiants présents | ENS présents | Nombre de places |
| ----- | -------- | ------------------ | ------------ | ---------------- |
| 1983  | 819      |                    |              | 130              |
| 1984  |          |                    |              | 128              |
| 1985  |          |                    |              | 180              |
| 1986  |          |                    |              | 188              |
| 1987  |          |                    |              | 230              |
| 1988  |          |                    |              | 295              |
| 1989  |          |                    |              | 350              |
| 1990  |          |                    |              | 390              |
| 1991  |          |                    |              | 480              |
| 1992  |          |                    |              | 484              |
| 1993  | 1520     | 659                | 79           | 484 (391 admis)  |
| 1994  | 1925     | 959                | 74           | 484 (420 admis)  |
| 1995  | 2247     |                    |              | 484 (414 admis)  |
| 1996  | 2138     | 1078               | 86           | 484 (390 admis)  |
| 1997  | 2391     | 1290               | 104          | 427 (383 admis)  |
| 1998  | 2151     | 1274               | 98           | 400 (359 admis)  |
| 1999  | 1920     | 1128               | 117          | 368              |
| 2000  | 1900     | 970                | 112          | 300              |
| 2001  | 1828     | 857                | 105          | 310              |
| 2002  | 1584     | 753                | 95           | 320              |
| 2003  | 1463     | 657                | 93           | 360 (355 admis)  |
| 2004  | 1473     | 735                | 76           | 321              |
| 2005  | 1644     | 795                | 105          | 388              |
| 2006  | 1853     | 800                | 129          | 290              |
| 2007  | 1722     | 800                | 106          | 290              |
| 2008  | 1579     | 659                | 119          | 252              |
| 2009  | 1384     | 585                | 116          | 252              |
| 2010  | 1177     | 474                | 106          | 263              |
| 2011  | 1124     | 445                | 62           | 288              |
| 2012  | 1163     | 379                | 82           | 308              |
| 2013  | 1393     | 420                | 81           | 391 (323 admis)  |
| 2014  | 1546     | 371                | 72           | 395 (275 admis)  |
| 2015  | 1841     | 329                | 89           | 457 (274 admis)  |
| 2016  | 1841     | 364                | 78           | 467 (304 admis)  |
| 2017  | 1668     | 374                | 86           | 457 (305 admis)  |
| 2018  | 1545     | 352                | 89           | 381 (315 admis)  |
| 2019  | 1628     | 339                | 92           | 391 (308 admis)  |
| 2020  | 1409     | 344                | 93           | 387 (325 admis)  |
| 2021  | 1363     | 348                | 68           | 383 (327 admis)  |
| 2022  | 1411     | 379                | 82           | 364 (338 admis)  |
| 2023  | 1337     | 360                | 61           | 385 (345 admis)  |
| 2024  | 1202     | 462                | 56           | 365 (315 admis)  |
| 2025  |          |                    |              | 345 (287 admis)  |

## Quelques agrégés célèbres
- Médailles Fields : Laurent Schwartz (1937), René Thom (1946), Jean-Pierre Serre (1948), Jean-Christophe Yoccoz (1977), Laurent Lafforgue (1988), Cédric Villani (1994), Hugo Duminil-Copin (2007)
- Prix Abel : Jean-Pierre Serre (1948), Yves Meyer (1960), Michel Talagrand (1974)
- Prix Nobel de Physique : Anne L'Huillier (1980)
- Prix Nobel d'économie : Gérard Debreu (1945)
- Autres : Édouard Goursat (1879), Élie Cartan (1891), Charles Ehresmann (1927), Jean Dieudonné (1927), Claude Chevalley (1929), Charles Pisot (1932), André Lichnerowicz (1936), René Taton (1941), Roger Godement (1943), Jacques Dixmier (1944), Pierre Cartier (1953), Jean Bénabou (1956), Daniel Cohen (1976), Étienne Ghys (1977), Denis Serre (1977), Claire Voisin (1983), Emmanuel de Saint-Aubert (1992), Vincent Lafforgue (1994), Franck Barthe (1995), Laure Saint-Raymond (1996), Emmanuel Farhi (1999)